# Паровая дистилляция

Дистилляционный аппарат

Паровая дистилляция — технология получения относительно чистых эфирных масел.

## Этапы
Растительный материал помещают в колбу с горячей водой или размещают на сетке над сосудом с водой. Далее происходит нагрев колбы до высокой температуры, в результате чего пар разрывает клетки растения, высвобождая при этом эссенцию растения в виде пара.
Пар собирается в трубке, проходящей через охлаждающие установки, где приобретает жидкую форму и сливается в отстойник. Пар превращается в водный дистиллят, а эссенция растения — в эфирное масло, которое называют дистилляционным. Если эфирное масло легче воды, то оно собирается на поверхности отстойников, в случае, когда масло тяжелее воды, то оно собирается на дне приемника, а избыток воды сливается через верхнюю часть колбы.

## История
Паровая дистилляция была изобретена персидским химиком, Ибн Синой (известный как Авиценна на Западе), в начале XI века. Он изобрел этот способ специально для извлечения эфирных масел.